# Bryohaplocladium
Bryohaplocladium là một chi rêu trong họ Thuidiaceae.